# Laches (Platon)

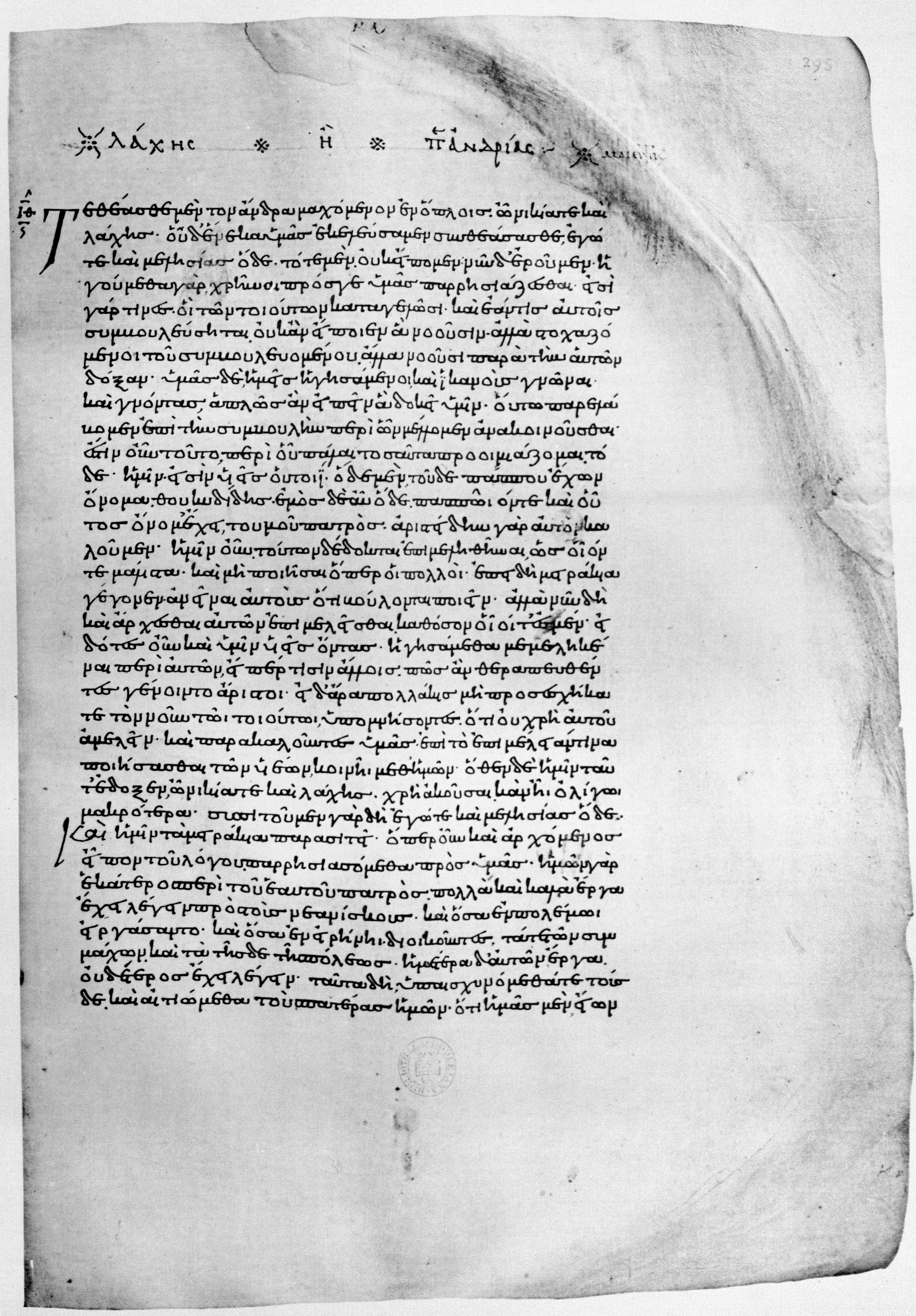
Der Anfang des Laches in der ältesten erhaltenen mittelalterlichen Handschrift, dem 895 geschriebenen Codex Clarkianus

Der Laches (altgriechisch Λάχης Láchēs) ist ein in Dialogform verfasstes frühes Werk des griechischen Philosophen Platon. Er zählt zur Gruppe der „Tugenddialoge“, in denen die Tugendhaftigkeit und einzelne Tugenden untersucht werden. Den Inhalt bildet ein fiktives Gespräch von Platons Lehrer Sokrates mit dem Heerführer Laches, nach dem der Dialog benannt ist, dem Politiker und Feldherrn Nikias und den vornehmen Athenern Lysimachos und Melesias.
Lysimachos und Melesias machen sich Sorgen um die Erziehung ihrer Söhne. Sie suchen Rat bei Nikias und Laches, von denen sie an Sokrates verwiesen werden. Es beginnt eine Diskussion über Pädagogik. Den Ausgangspunkt bildet die Frage, ob eine Ausbildung der Jugendlichen in der Fechtkunst sinnvoll ist. Alle stimmen darin überein, dass die aretḗ (Tüchtigkeit, Tugendhaftigkeit) das Ziel einer guten Erziehung bildet und dass die Tapferkeit ein wesentlicher Aspekt der Tüchtigkeit ist. Es zeigt sich jedoch, dass es nicht leicht ist, zu bestimmen, worin die Tapferkeit besteht. Mehrere Definitionsvorschläge werden geprüft und erweisen sich als unzulänglich; es gelingt nicht, eine befriedigende Begriffsbestimmung zu finden. Die Untersuchung führt somit vorerst zu einer Aporie (Ratlosigkeit), doch soll die Erkenntnissuche am folgenden Tag fortgesetzt werden.
In der philosophiegeschichtlichen Forschung wird vor allem die Frage erörtert, wie in Platons Konzept die Einheit der Tugenden zu verstehen ist, das heißt wie sich die einzelnen Tugenden zueinander und zur Gesamttugend verhalten.

## Ort, Zeit und Teilnehmer

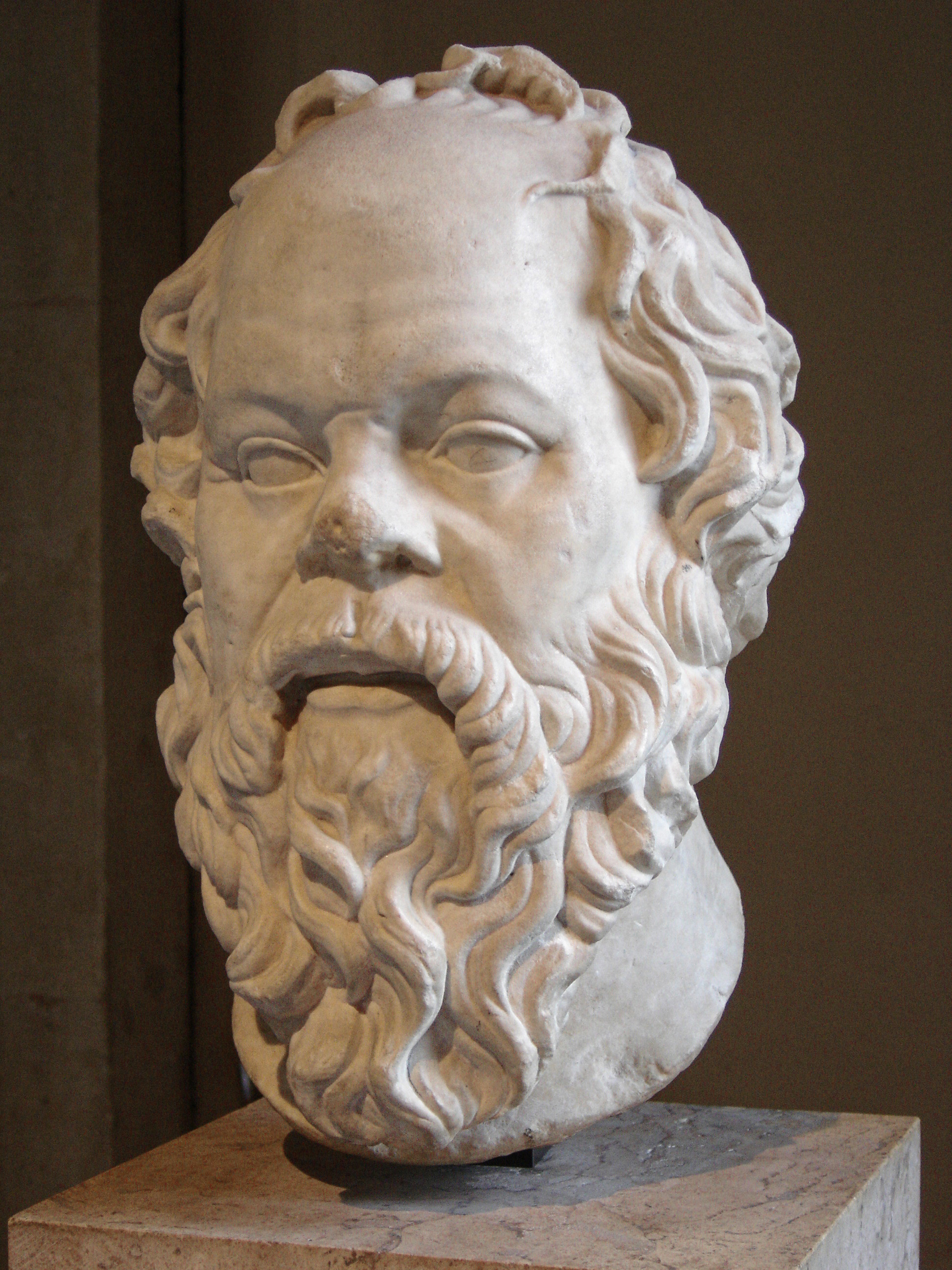
Sokrates (römische Büste, 1. Jahrhundert, Louvre, Paris)

Der Dialog spielt sich in Athen ab, anscheinend in einem Gymnasion. Den aktuellen Hintergrund der Erörterungen über die Tapferkeit bilden die Kampfhandlungen des Peloponnesischen Krieges. Die Zeit der fiktiven Dialoghandlung ist durch zwei datierbare Kriegsereignisse eindeutig eingegrenzt: die im Gespräch erwähnte Schlacht von Delion im Jahr 424 v. Chr. und den Tod des Laches in der Schlacht von Mantineia im Jahr 418 v. Chr. Innerhalb des dadurch vorgegebenen Zeitrahmens 424–418 wird eine weitere Eingrenzung aus Indizien abgeleitet. Im Dialog wird die Tapferkeit des Sokrates in der Schlacht von Delion gewürdigt, aber seine Teilnahme an der wichtigeren Schlacht von Amphipolis im Jahr 422 v. Chr. bleibt unerwähnt. Vielleicht deutet das darauf, dass die athenische Niederlage bei Amphipolis noch in der Zukunft liegt, doch ist dies nur ein schwaches Indiz. Beweiskräftiger ist der auffällige Umstand, dass Lysimachos über die Aktivitäten des Sokrates nicht informiert ist. Solche Unwissenheit wäre nach der Aufführung von Aristophanes’ Komödie Die Wolken 423 v. Chr. kaum vorstellbar, da spätestens ab diesem Ereignis Sokrates eine stadtbekannte Figur war. Daher ist davon auszugehen, dass die Dialoghandlung in den Zeitraum 424–423 v. Chr. fällt.
Bei allen Gesprächsteilnehmern handelt es sich um historische Personen. Der größte Teil der Debatte spielt sich zwischen Sokrates, Nikias und Laches ab; Lysimachos und Melesias, die als Ratsuchende auftreten, tragen keine eigenen Ideen bei. Anwesend sind ferner zwei Knaben, die nur ganz kurz zu Wort kommen: Aristeides, der Sohn des Lysimachos, und Thukydides, der Sohn des Melesias.
Nikias, der prominenteste unter den Anwesenden, zählte zu den führenden athenischen Staatsmännern seiner Zeit. Als Truppenführer war er für seine vorsichtige, risikoscheue Haltung bekannt. Er war der namhafteste Wortführer der Richtung, die für eine Beendigung des Peloponnesischen Krieges und einen Ausgleich mit dem Hauptgegner Sparta eintrat. 421 v. Chr. gelang ihm der Abschluss des nach ihm benannten Nikiasfriedens, der die Kampfhandlungen für mehrere Jahre unterbrach. Auch Laches setzte sich nachdrücklich für den Friedensschluss ein. Er hatte sich bei den Kämpfen in Süditalien als Kommandeur einer athenischen Streitmacht bewährt und 424 v. Chr. zusammen mit Sokrates an der Schlacht von Delion teilgenommen. Lysimachos und Melesias, die beide zur Zeit des Dialogs schon in fortgeschrittenem Alter standen, stammten aus berühmten Familien: Der Vater des Lysimachos, Aristeides „der Gerechte“, hatte sich in der Zeit der Perserkriege als Staatsmann einen glänzenden Ruf erworben, seine Ehrenhaftigkeit wurde legendär. Melesias war einer der Söhne des Politikers Thukydides, der sich als Hauptrepräsentant der aristokratischen Richtung und Gegenspieler des Perikles profiliert hatte. Im Gegensatz zu ihren Vätern hatten Lysimachos und Melesias nichts Bedeutendes vollbracht, wie Lysimachos mit Bedauern feststellte. Nun hofften sie, dass ihre Söhne, denen sie die Namen der berühmten Großväter gegeben hatten, einen besseren Erfolg erzielen und einen ihrer Abstammung entsprechenden Ruhm erlangen würden.
Der historische Sokrates kämpfte im Peloponnesischen Krieg tapfer mit, aber aus den politischen Auseinandersetzungen in Athen hielt er sich weitgehend heraus. Inwieweit die Ansichten, die Platon seiner literarisch geformten Dialogfigur beilegt, denen des historischen Sokrates entsprechen, ist unklar und in der Forschung sehr umstritten.
Im Dialog lenkt Sokrates mit seinen Fragen und Anregungen den Gesprächsverlauf, tritt aber seiner Gewohnheit gemäß bescheiden auf und betont die Grenzen seiner Kompetenz. Seine geistige Überlegenheit wird in der Runde respektiert; er erfreut sich hoher Wertschätzung, auch die Söhne des Lysimachos und des Melesias bewundern ihn sehr.

## Inhalt
Das Einleitungsgespräch
Laches und Nikias haben auf Vorschlag von Lysimachos und Melesias einer öffentlichen, gut besuchten Darbietung des bekannten Fechtmeisters Stesileos beigewohnt. Nun erzählt Lysimachos, aus welchem Anlass der Gedanke entstanden ist, gemeinsam eine solche Veranstaltung zu besuchen. Er und sein Freund Melesias sind der Meinung, in ihrem langen Leben nichts Bedeutendes geleistet zu haben; sie vergleichen sich mit ihren berühmten Vätern, schämen sich und halten sich für Versager. Ihre Taten- und Ruhmlosigkeit führen sie darauf zurück, dass sie für Großtaten unzureichend gerüstet gewesen seien, denn ihre anderweitig beschäftigten Väter hätten sich zu wenig um ihre Erziehung gekümmert. Diesen Fehler wollen sie nun vermeiden. Sie möchten ihren jugendlichen Söhnen – jeder von ihnen hat anscheinend nur einen Sohn – die bestmögliche Erziehung und Ausbildung zuteilwerden lassen, um aus ihnen tüchtige Männer zu machen.
Die Tüchtigkeit oder Tugend – arete – war in der antiken griechischen Gesellschaft ein allgemein anerkanntes Ideal, dessen konkreter Inhalt allerdings nicht eindeutig umrissen war. Der Begriff arete hatte in verschiedenen Milieus und Epochen unterschiedliche Konnotationen. Ein Philosoph wie Sokrates dachte an Werte wie Selbstbeherrschung und Gerechtigkeit, er verband mit arete andere Vorstellungen als etwa ein ehrgeiziger Athener aus vornehmer Familie, der sich unreflektiert an herkömmlichen Normen orientierte und mit allen Mitteln Ruhm und Macht erringen wollte. Ein traditionell besonders wichtiger Aspekt der arete, den auch Sokrates anerkannte, war jedenfalls die militärische Kampftüchtigkeit und damit die Tapferkeit.
In Platons Dialog besteht das Problem der beiden Väter darin, dass sie sich bei der Umsetzung ihres Vorhabens sehr unsicher fühlen. Sie wissen nicht, welche Kenntnisse und Fähigkeiten den Jugendlichen vermittelt werden müssen, damit der Nachwuchs den Pfad zum Erfolg beschreitet und künftig seiner Familie Ehre macht. Jemand hat ihnen die Fechtkunst empfohlen, daraufhin sind sie mit den Knaben zu der Veranstaltung des Stesileos gekommen. Beide Väter glauben, dass man einen Sohn durch richtige Erziehungsmaßnahmen planmäßig auf eine glanzvolle politische und militärische Rolle vorbereiten kann. Sich selbst trauen sie aber die dafür erforderliche Kompetenz nicht zu. Daher suchen sie bei Nikias und Laches Rat.
Nikias und Laches stimmen den Überlegungen des Lysimachos zu. Laches bemerkt dazu, es handle sich um einen in der athenischen Führungsschicht verbreiteten Übelstand, die Betreuung der Heranwachsenden werde allgemein vernachlässigt. Ein guter Berater sei Sokrates, der sich intensiv mit Bildungsfragen auseinandergesetzt habe. Sokrates sei nicht nur als Theoretiker kompetent, sondern habe auch durch seinen tapferen Einsatz in der Schlacht von Delion seine eigene Tüchtigkeit erwiesen. Wie sich nun herausstellt, kennen die beiden Knaben Sokrates bereits und schätzen ihn sehr. Ihm als Experten wird nun die Frage vorgelegt, ob es sinnvoll ist, Knaben Fechtunterricht zu erteilen. Sokrates will sein Bestes tun, möchte aber als der Jüngste in der Runde nicht zuerst das Wort ergreifen, sondern bittet die anderen um Meinungsäußerungen.
Das Ziel der Pädagogik
Nikias spricht sich zugunsten der Fechtkunst aus, die zusammen mit dem Reiten für die Jugend besonders wichtig sei. Sie fördere die Tapferkeit und zeige ihren Wert vor allem im Einzelkampf. Mit dieser Behauptung bekennt sich Nikias zu der Ansicht, eine technische Fertigkeit könne Auswirkungen auf die Tugendhaftigkeit haben. Laches widerspricht, er ist völlig anderer Meinung. Nach seiner Erfahrung sind Fechtmeister keineswegs hervorragende Kämpfer. Keiner von ihnen hat sich bisher in der Schlacht besonders ausgezeichnet, und gerade Stesileos, der soeben vor der Zuschauermenge aufgetreten ist, hat sich im echten Kampf sogar lächerlich gemacht. Die für ihre Kampftüchtigkeit berühmten Spartaner kommen ganz ohne Fechtmeister aus. Daher hält Laches den Fechtunterricht für militärisch belanglos. Er meint, es handle sich nicht um eine wertvolle Kunst oder Technik, sondern wohl eher um einen Schwindel. Ein Feigling werde dadurch nicht tapfer, sondern nur dreist.
Darauf legt Sokrates seine grundsätzlichen Überlegungen ausführlich dar. Seiner Sicht zufolge kommt es nicht nur darauf an, einen bewährten Experten zu finden und dessen fachmännischem Rat zu folgen. Vielmehr muss man zuerst klären, worin eigentlich das angestrebte Ziel besteht. Das Ziel muss bekannt sein, bevor man sinnvoll über die benötigten Mittel nachdenken kann. Man muss also wissen, was die Tüchtigkeit ausmacht, die der Jugend beigebracht werden soll. Zunächst gilt es zu verstehen, dass es auch bei der Frage der Fechtkunst nicht um bloße Abrichtung des Körpers geht, sondern um den Erwerb einer seelischen Eigenschaft. Alle Erziehung zielt auf die Seele. Wer die Seele eines jungen Menschen zur Tüchtigkeit oder Tugend führen will, muss wissen, was ihr nützt und was ihr schadet. Da Nikias und Laches das Ziel als bekannt voraussetzen und selbstsicher ihre Meinungen über die richtige Vorgehensweise verkünden, müssten sie sich auskennen. Seltsamerweise vertreten sie aber völlig gegensätzliche Ansichten. Mit dem Hinweis auf diesen Widerspruch deutet Sokrates an, dass grundsätzlicher Klärungsbedarf besteht. Mit der Feststellung, dass Erziehung darauf abziele, die Seele tüchtig zu machen, distanziert er sich von der gängigen Vorstellung, die den Ruhm zum höchsten Wert erhebt und die arete nur als Mittel zum Zweck, berühmt zu werden, auffasst.
Sokrates räumt ein, dass er selbst keinen sachkundigen Lehrmeister gehabt hat. Niemand hat ihm erklärt, wie man Tugend lehrt, und er erhebt nicht den Anspruch, sie jemand beibringen zu können, obwohl er sich seit seiner Jugend mit ihr auseinandersetzt. Als Tugendlehrer müsste man wissen, was Tugend eigentlich ist, doch diese umfangreiche Thematik scheint Sokrates für die aktuelle Debatte zu schwierig. Daher schlägt er vor, zunächst eine Teilfrage zu untersuchen: Es soll herausgefunden werden, was unter dem Begriff Tapferkeit zu verstehen ist.
Die Tapferkeitsvorstellung des Laches
Für Laches ist klar, was Tapferkeit ist. Er versteht darunter die Standfestigkeit, mit der ein Kämpfer in der Schlachtordnung ausharrt. Tapfer ist, wer nicht flieht, sondern durchhält und den Ansturm des Feindes abwehrt. Dieses Konzept findet Sokrates zu starr. Er weist darauf hin, dass Beweglichkeit vorteilhaft sein kann; es gibt Situationen, in denen ein Rückzug oder eine vorgetäuschte Flucht sinnvoll ist, und das bedeutet keinen Mangel an Tapferkeit. Hinzu kommt, dass die Standfestigkeit in der Schlachtreihe nur für die schwerbewaffneten Hopliten relevant ist, nicht für die Reitertruppen, die eine flexiblere Kampfweise praktizieren. Außerdem ist die vorgeschlagene Definition zu eng, denn auch wer Krankheit, materielle Not, Schmerz und Furcht aushält oder Begierden widersteht, ist tapfer. Auch als Politiker oder Seefahrer verhält man sich tapfer oder feige. Die Begriffsbestimmung muss alle Erscheinungsformen der Tapferkeit abdecken, nicht nur die militärischen.
Darauf schlägt Laches vor, die Tapferkeit als „eine Art Beharrlichkeit der Seele“ zu definieren. Damit ist nicht mehr das Verhalten, sondern die innere Einstellung das Kriterium. Doch auch mit dieser Lösung ist Sokrates nicht zufrieden. Er macht darauf aufmerksam, dass dann auch törichte Sturheit als Tapferkeit betrachtet werden müsste. Wenn die Tapferkeit aber auch Unvernünftiges umfasst, kann man sie nicht für eine vortreffliche Eigenschaft halten. Um dieser abwegigen Folgerung zu entgehen, muss man die Definition präzisieren: Nur eine mit Vernunft verbundene Beharrlichkeit soll gemeint sein. Das sieht Laches ein.
Doch auch die berichtigte Begriffsbestimmung erweist sich als mangelhaft, denn vernünftige Ausdauer kommt auch in Situationen vor, die ungefährlich oder nur mit relativ geringen Risiken verbunden sind und daher wenig oder keinen Mut erfordern. In solchen Fällen von Tapferkeit zu sprechen wäre unpassend oder nur bedingt richtig. Hier zeigt sich ein Dilemma: Wer unbeirrt bei seiner Haltung bleibt, wenn er die Lage gut unter Kontrolle hat, handelt zwar vernünftig, aber nicht tapfer, denn er riskiert wenig oder nichts. Wer hingegen unter sehr nachteiligen Umständen ausharrt, obwohl er klar überfordert ist, handelt zwar beharrlich, aber nicht vernünftig. Somit ist auch sein Verhalten nicht im Sinne der vorgeschlagenen Definition als tapfer zu bezeichnen. Je kompetenter jemand ist, desto besser beherrscht er die Lage und desto weniger ist er tapfer zu nennen; je unkundiger jemand ist, desto mehr wagt er, doch fehlt ihm dann desto mehr die zur Tapferkeit gehörende Vernunft. Diesem von Sokrates aufgezeigten Dilemma versucht Laches auszuweichen, indem er zu seiner ursprünglichen Vorstellung zurückkehrt. Obwohl er die Notwendigkeit vernünftiger Überlegung bereits eingeräumt hat, wendet er sich nun wieder seinem Grundkonzept zu, wonach Tapferkeit Risikobereitschaft bedeutet und ihr Grad sich nach der Größe der Lebensgefahr bemisst. Demnach ist der Tollkühne besonders tapfer. Wenn aber vernünftiges Überlegen keine Rolle spielt, wird die Tapferkeit zum Selbstzweck, die Frage nach ihrem Sinn stellt sich dann nicht. Laches muss zugeben, dass er hier in eine Sackgasse geraten ist. Sokrates fordert ihn auf, nicht aufzugeben, sondern tapfer bei der Untersuchung auszuharren.
Die Tapferkeitsdefinition des Nikias
Nachdem Laches mit seinen Bemühungen gescheitert ist, bittet Sokrates Nikias um einen Vorschlag. Nikias wählt einen völlig andersartigen Ansatz. Im Gegensatz zu Laches, für den es nur auf das Tun ankommt, hält er das Denken für die Hauptsache. Nikias kennt bereits den wichtigen sokratischen Grundsatz, dass nicht nur jede Tüchtigkeit auf Einsicht beruht, sondern das Wissen die Tugend ausmacht. Demnach ist der Wissende oder Weise (sophós), weil und insoweit er über richtiges und falsches Handeln Bescheid weiß, gut. Wenn er die Natur der Tugend erfasst hat, ist er notwendigerweise tugendhaft. Wer das Wissen über die Tugend wirklich besitzt, setzt es zwangsläufig um; aus der Einsicht ergibt sich unweigerlich die entsprechende Haltung und Tat. Schlechtigkeit ist mit Unwissenheit gleichzusetzen; da dem Schlechten die Einsicht fehlt, kann er nicht gut handeln. Von dieser Tugendlehre ausgehend bestimmt Nikias die Tapferkeit als diejenige Form von Sachkenntnis, Weisheit oder Verständigkeit (sophía), die dazu befähigt, in jeder Lage das Gefährliche oder Furchtbare (deinón) vom Ungefährlichen zu unterscheiden. Wer dazu in der Lage ist, wird mit Gefahren immer situationsgerecht auf angemessene Weise umgehen, und darin besteht nach Nikias’ Verständnis die Tapferkeit.
Der Vorschlag des Nikias reizt Laches zu heftigem Protest. Für Laches ist es offenkundig, dass die Sachkenntnis, von der Nikias redet, etwas anderes ist als Tapferkeit. Beispielsweise verfügen Ärzte oder Landwirte über die Fähigkeit, in ihren Kompetenzbereichen Gefahren zu erkennen und richtig einzuschätzen; deswegen wird sie aber niemand als tapfer bezeichnen. Dasselbe gilt für einen Wahrsager, wenn er eine Gefahr richtig voraussieht. Nikias entgegnet, dies sei nicht das, was er mit Erkenntnis des Gefährlichen und des Ungefährlichen gemeint habe. Fachkompetenz befähige nur dazu, Risiken im Hinblick auf das Erreichen eines vorgegebenen Ziels einzuschätzen. Ein Fachmann wisse zwar, wie man auf dem Weg zu einem bestimmten Ziel mit Gefahren umzugehen habe, aber ob die Zielsetzung selbst sinnvoll und zuträglich sei, das könne er nicht beurteilen. Somit werde man nicht durch Fachwissen tapfer, sondern aufgrund einer übergeordneten Erkenntnis, die bloße Fachkompetenz übersteige. Dabei gehe es um die Ziele selbst, die hinsichtlich ihrer möglichen Schädlichkeit zu beurteilen seien.
Von diesen Erläuterungen lässt sich Laches jedoch nicht beeindrucken. Er macht kein Hehl aus seiner Meinung, es handle sich um leeres Geschwätz, mit dem Nikias nur seine Verlegenheit verbergen wolle. Völlig unklar sei, welchen konkreten Personen man Tapferkeit im Sinne der vorgeschlagenen Definition zuzusprechen hätte; vielleicht sei nur ein Gott in diesem Sinne tapfer. Laches meint sich blamiert zu haben, da seine Ideen sich als untauglich erwiesen haben, und wirft nun Nikias vor, auf einem erst recht unbrauchbaren Vorschlag zu beharren, statt seinen Fehlschlag zuzugeben, was er – Laches – immerhin getan habe.
Nikias bleibt bei seiner Meinung, es komme auf die Fähigkeit an, bei der Wahl von Zielen eine realistische Abwägung der Risiken vorzunehmen. Wer das nicht könne, sei nicht tapfer, sondern töricht und aus Unwissenheit furchtlos. So seien ahnungslose Kinder unvorsichtig, Tiere kühn und viele Männer verwegen, doch von Tapferkeit könne man bei ihnen allen nicht reden. Tapferkeit sei vielmehr eine seltene Eigenschaft. Laches ist völlig anderer Meinung. Obwohl er bereits der Folgerung des Sokrates zugestimmt hat, Tapferkeit setze Vernunft voraus, behauptet er nun, es gebe tapfere Tiere, und beruft sich dafür auf den gängigen Sprachgebrauch; es sei allgemeiner Konsens, Tiere wie Löwen oder Tiger tapfer zu nennen.
Damit ist die Diskussion festgefahren. Aus dem gemeinsamen Bemühen um Erkenntnis ist eine persönliche, polemisch ausgetragene Auseinandersetzung zwischen Nikias und Laches geworden. Dadurch sieht sich Sokrates veranlasst, einzugreifen und dem Gespräch eine neue Wendung zu geben. Ihm ist aufgefallen, dass die Gleichsetzung der Tapferkeit mit einer klugen Risikenabwägung kein eigener Einfall des Nikias ist. Vielmehr hat sich Nikias einen Gedanken zu eigen gemacht, der auf den Sophisten Prodikos von Keos zurückgeht. Diesen sophistischen Umgang mit einem Problem untersucht Sokrates nun kritisch. Sein Ausgangspunkt ist die Überlegung, dass nach Nikias’ Verständnis jemand dann tapfer ist, wenn er sich auf den Umgang mit drohenden Gefahren versteht. Demnach geht es um eine ausschließlich auf Übel in der Zukunft bezogene Erkenntnis. Erkenntnis ist aber nur dann gegeben, wenn ihr Objekt zeitunabhängig in seiner Gesamtheit erfasst wird, die gewonnene Einsicht also für Vergangenes, Gegenwärtiges und Zukünftiges gleichermaßen gültig ist. Somit kann es eine spezielle Kompetenz hinsichtlich zukünftiger Güter oder Übel nicht geben; der Sachverstand, von dem Nikias redet, betrifft das Gute und das Schlechte generell. Daraus folgt, dass die Tapferkeit im Sinne von Nikias’ Definition als ein umfassendes Wissen vom Guten und vom Schlechten, vom Zuträglichen und vom Schädlichen zu bestimmen ist, wobei solches Wissen nach dem sokratischen Verständnis immer ein entsprechendes Handeln zur Folge hat. In einem derart umfassenden Wissen sind aber alle Tugenden inbegriffen; wer es besitzt, der ist weise und tugendhaft schlechthin. Mit diesem Argument zeigt Sokrates, dass der Definitionsversuch des Nikias gescheitert ist, denn es ist ihm nicht gelungen, spezifische Merkmale der Tapferkeit herauszuarbeiten und eine Begriffsbestimmung zu finden, die diese Tugend von den anderen abgrenzt.
Das Ergebnis
Nikias muss seinen Misserfolg zugeben. Der Dialog hat zu einer Aporie – einer anscheinend ausweglosen Lage – geführt. Laches und Nikias setzen ihren Streit fort; sie werfen einander nochmals vor, versagt zu haben. Nikias ist trotz seines Fehlschlags und der gegenwärtigen Ratlosigkeit weiterhin überzeugt, auf dem richtigen Weg zu sein. Herablassend stellt er Laches künftige Belehrung in Aussicht, worauf dieser ironisch antwortet.
Somit endet die Wahrheitssuche mit einem Missklang. Einig sind sich Laches, Nikias und Lysimachos jedoch darüber, dass sie Sokrates für einen vorzüglichen Erzieher halten. Nikias und Lysimachos sind begierig, ihre Kinder seiner Leitung anzuvertrauen, und auch Laches würde seine Söhne gern von ihm unterweisen lassen, wenn sie dafür schon alt genug wären. Sokrates weicht aus; er betont zwar seine Hilfsbereitschaft, weist aber auch auf die Grenzen seiner Kompetenz hin. Er erinnert daran, dass es noch nicht gelungen ist herauszufinden, worin die Tapferkeit, die der Jugend beigebracht werden soll, tatsächlich besteht. Daher stehe es keinem der Anwesenden zu, sich als qualifizierten Lehrmeister auszugeben. Vielmehr seien weitere Bemühungen um Erkenntnis erforderlich. Lysimachos sieht das ein. Er gibt zu, trotz seines hohen Alters ebenso belehrungsbedürftig zu sein wie die jungen Leute, und bittet Sokrates, ihn am nächsten Tag in seinem Hause aufzusuchen; dort soll die Auseinandersetzung mit dem Thema fortgesetzt werden. Damit ist Sokrates einverstanden. Dass er in der Folgezeit die Erziehung von Lysimachos’ Sohn Aristeides tatsächlich übernommen hat, allerdings mit geringem Erfolg, geht aus Platons Dialog Theaitetos hervor.

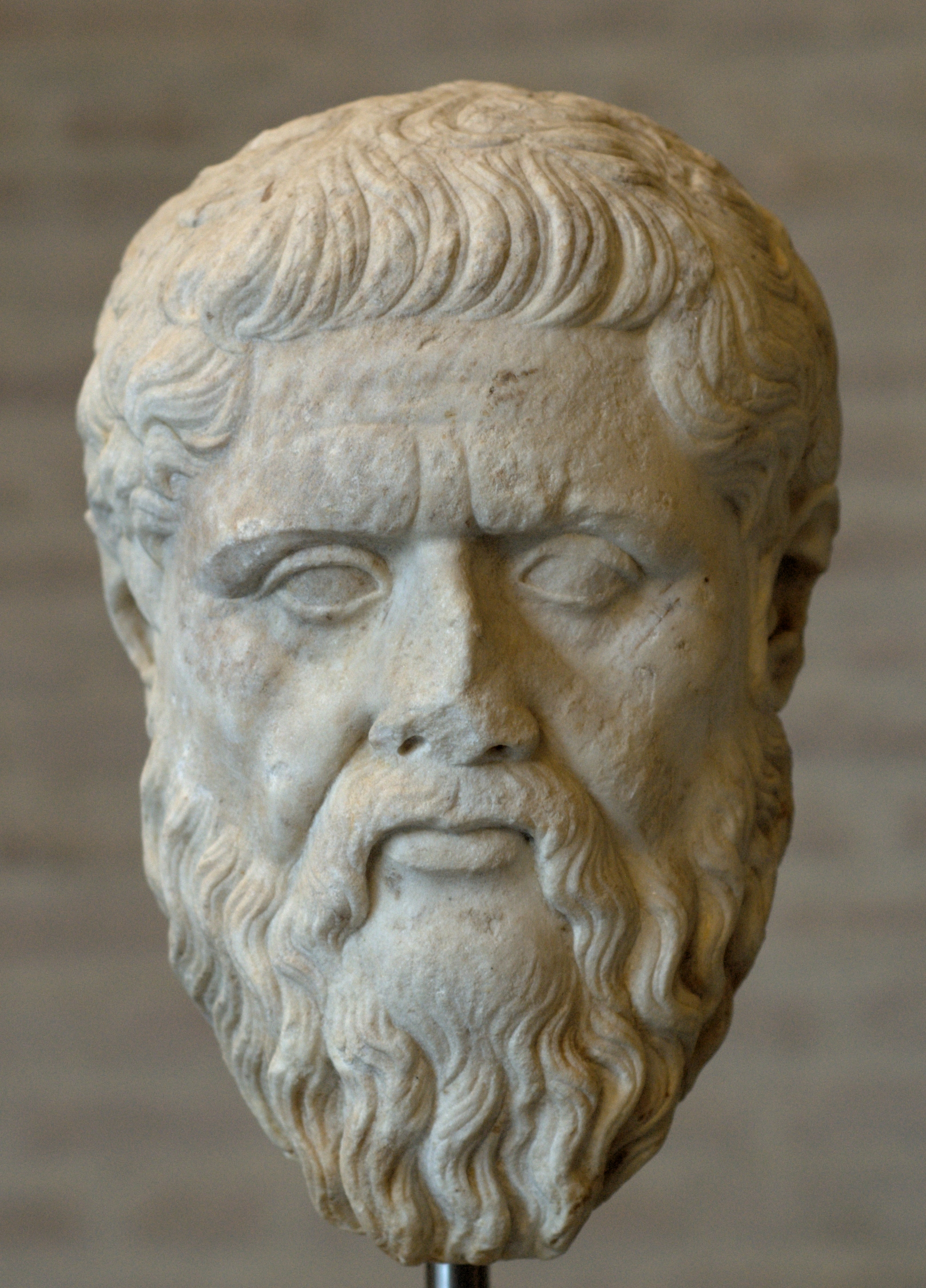
Platon (römische Kopie des griechischen Platonporträts des Silanion, Glyptothek München)

## Entstehungszeit
Dass Platon tatsächlich der Verfasser des Laches ist, wird in der neueren Forschung fast einhellig als sicher betrachtet. Aus inhaltlichen, formalen und stilistischen Gründen zählt man ihn zu den Frühwerken des Philosophen. Ob er innerhalb der Gruppe der frühen Dialoge eher zu den ersten oder zu den späteren gehört, ist in der Forschung umstritten; beweiskräftige Indizien fehlen.

## Rezeption

### Antike und Mittelalter
In der Tetralogienordnung der Werke Platons, die anscheinend im 1. Jahrhundert v. Chr. eingeführt wurde, gehört der Laches zur fünften Tetralogie. Der im 3. Jahrhundert schreibende Philosophiegeschichtsschreiber Diogenes Laertios zählte ihn zu den „maieutischen“ Schriften und gab als Alternativtitel „Über die Tapferkeit“ an. Dabei berief er sich auf eine heute verlorene Schrift des Mittelplatonikers Thrasyllos.

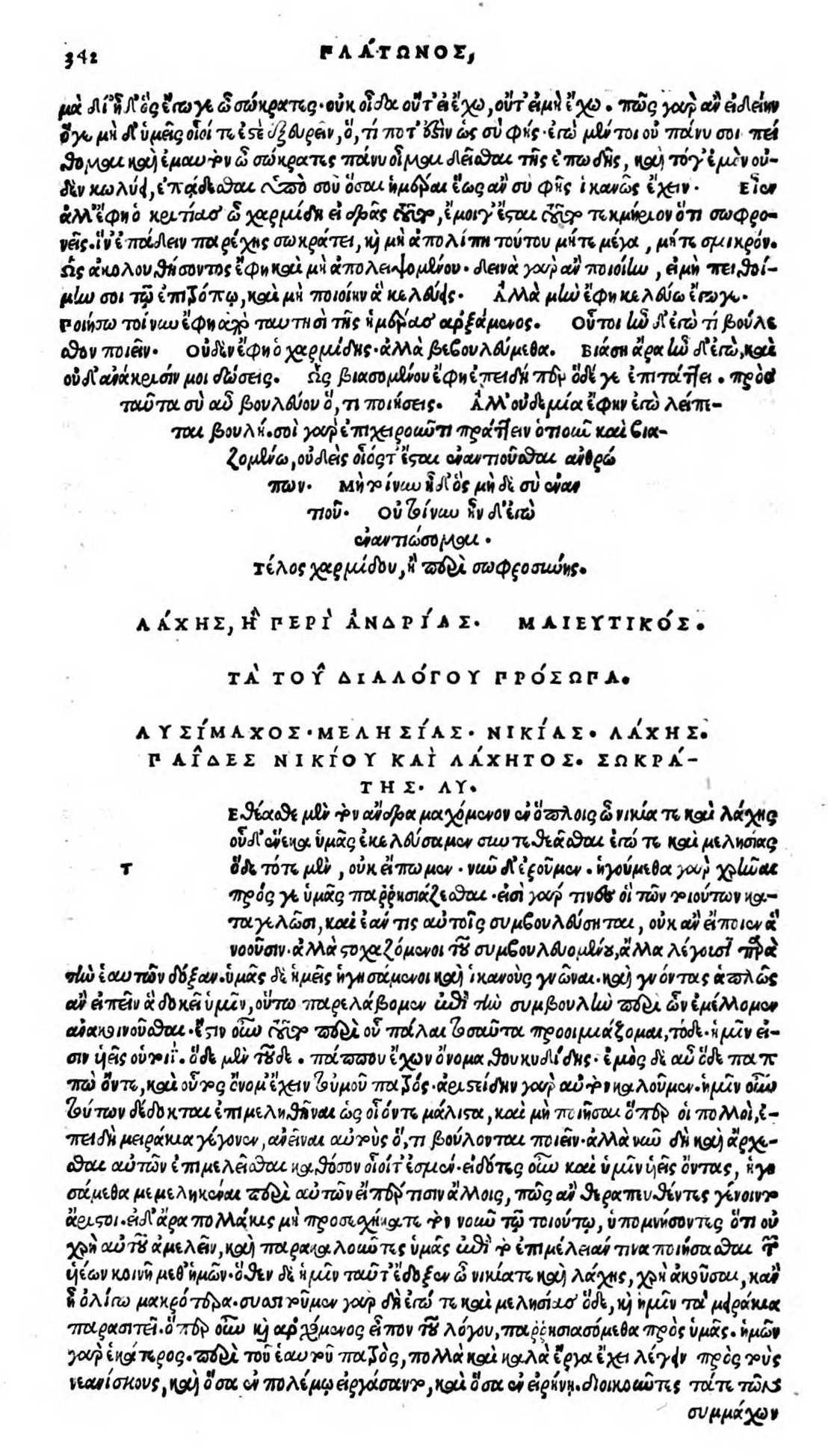
Der Anfang des Laches in der Erstausgabe, Venedig 1513

Die antike Textüberlieferung besteht aus einigen Papyrus-Fragmenten. Die ältesten Fragmente stammen aus dem frühen 3. Jahrhundert v. Chr.; sie sind für die Textkritik relevant.
Die älteste erhaltene mittelalterliche Handschrift wurde im Jahr 895 im Byzantinischen Reich angefertigt. Im Westen war der Laches im Mittelalter den lateinischsprachigen Gelehrten unbekannt.

### Frühe Neuzeit
Im Zeitalter des Renaissance-Humanismus wurde der Laches im Westen wiederentdeckt. Die erste lateinische Übersetzung fertigte der Humanist Marsilio Ficino an. Er veröffentlichte sie 1484 in Florenz in der Gesamtausgabe seiner lateinischen Platon-Übersetzungen.
Die Erstausgabe des griechischen Textes erschien im September 1513 in Venedig bei Aldo Manuzio als Teil der ersten Gesamtausgabe der Werke Platons. Der Herausgeber war Markos Musuros.

### Moderne
Im 19. und frühen 20. Jahrhundert vertraten Karl Steinhart, Hermann Bonitz und Hans von Arnim die Ansicht, die Definitionsvorschläge von Laches und Nikias seien aus Platons Sicht nicht unbrauchbar, sondern nur unvollständig; die vollständige Definition der Tapferkeit ergebe sich aus ihrer Kombination. Nach dieser Interpretation, der „Bonitz-Hypothese“, endet der Dialog nur scheinbar aporetisch. Die Bonitz-Hypothese wird in der neueren Forschung weiterhin diskutiert und unterschiedlich beurteilt.
Ulrich von Wilamowitz-Moellendorff meinte, der Zweck des Dialogs sei nicht die Vermittlung philosophischer Einsichten, denn die Begriffsbestimmung der Tapferkeit sei nicht gelungen; vielmehr sei es Platon nur darum gegangen, seinem Publikum die Vorbildlichkeit des Sokrates vor Augen zu führen. Der Platon-Herausgeber Alfred Croiset lobte die Charakterzeichnung sowie den Elan, mit dem die Protagonisten für ihre Ansichten eintreten. William K. C. Guthrie fand den Dialog unterhaltsam und hob die Darstellung der Rivalität zwischen Laches und Nikias hervor, deren literarische Qualität hervorragend sei. Olof Gigon sah im Laches ein im Szenischen schlichtes, aber liebenswürdiges und bedeutendes Werk.
Die neuere philosophiegeschichtliche Debatte kreist vor allem um die Frage, wie Platons Sokrates das Verhältnis der Tapferkeit zur Tugend schlechthin beurteilt. Dabei geht es um das in der Forschung – vor allem im englischen Sprachraum – kontrovers diskutierte Problem der Einheit der Tugenden. Im Laches scheitert der Definitionsvorschlag des Nikias an der mangelnden Abgrenzung der Tapferkeit von dem übergeordneten Begriff der Tugend. Allerdings bilden die Tugenden nach dem Verständnis Platons, der sich in mehreren Dialogen dazu geäußert hat, eine Einheit. Damit stellt sich die Frage, inwieweit eine Abgrenzung der Tapferkeit von der Gesamttugend überhaupt erforderlich ist. Strittig ist, ob die Einheit der Tugenden als Identität zu bezeichnen ist und ob, wenn man von Identität spricht, diese als „schwache“ oder als „starke“ Identität aufzufassen ist. Eine „schwache“ Identität liegt vor, wenn der, der eine der Tugenden besitzt, zwangsläufig alle besitzt; eine „starke“, wenn es eigentlich nur eine einzige Tugend gibt und sich die Bezeichnungen Besonnenheit, Tapferkeit, Gerechtigkeit, Weisheit und Frömmigkeit auf verschiedene Äußerungsformen dieser einen Tugend beziehen. Eine starke Identität hätte zur Folge, dass die Gleichsetzung der Tapferkeit mit Tugend schlechthin, auf die Nikias’ Definition hinausläuft, nicht so falsch wäre, wie sie im Laches erscheint. Die Ablehnung dieser Definition im Dialog wäre dann nur ein provisorisches und revisionsbedürftiges Ergebnis und letztlich behielte Nikias Recht. Schon im 19. Jahrhundert wurde die mit der Bonitz-Hypothese konkurrierende Forschungsmeinung vorgetragen, die Dialogfigur Sokrates und damit auch Platon verwerfe nur die damals verbreitete Tapferkeitsvorstellung des Laches und vertrete selbst ein Konzept, das vom Ansatz des Nikias ausgehe, die Tugenden als Wissen deute und ihre Identität postuliere.

## Ausgaben und Übersetzungen
Ausgaben (teilweise mit Übersetzung)
- Gunther Eigler (Hrsg.): Platon: Werke in acht Bänden, Band 1, 4. Auflage, Wissenschaftliche Buchgesellschaft, Darmstadt 2005, ISBN 3-534-19095-5, S. 219–285 (Abdruck der kritischen Ausgabe von Maurice Croiset, 4. Auflage, Paris 1956, mit der deutschen Übersetzung von Friedrich Schleiermacher, 2., verbesserte Auflage, Berlin 1817).
- Jula Kerschensteiner (Hrsg.): Platon: Laches. 2., durchgesehene und verbesserte Auflage, Reclam, Stuttgart 1982, ISBN 3-15-001785-8 (griechischer Text ohne kritischen Apparat, daneben deutsche Übersetzung).
- Rudolf Schrastetter (Hrsg.): Platon: Laches. Meiner, Hamburg 1970 (griechischer Text der Ausgabe von John Burnet, 1903, mit kritischem Apparat und deutscher Übersetzung).
- Paul Vicaire (Hrsg.): Platon: Lachès et Lysis. Presses Universitaires de France, Paris 1963, S. 1–61 (kritische Edition mit Kommentar, ohne Übersetzung).

Übersetzungen
- Ludwig Georgii: Laches. In: Erich Loewenthal (Hrsg.): Platon: Sämtliche Werke in drei Bänden, Bd. 1, unveränderter Nachdruck der 8., durchgesehenen Auflage, Wissenschaftliche Buchgesellschaft, Darmstadt 2004, ISBN 3-534-17918-8, S. 171–204.
- Jörg Hardy: Platon: Laches (= Platon: Werke. Übersetzung und Kommentar, hrsg. von Ernst Heitsch u. a., Band V 3). Vandenhoeck & Ruprecht, Göttingen 2014, ISBN 978-3-525-30418-1
- Rudolf Rufener: Platon: Frühdialoge (= Jubiläumsausgabe sämtlicher Werke, Bd. 1). Artemis, Zürich/München 1974, ISBN 3-7608-3640-2, S. 3–39 (mit Einleitung von Olof Gigon).
- Gustav Schneider (Übersetzer), Benno von Hagen (Hrsg.): Platons Dialoge Laches und Euthyphron. In: Otto Apelt (Hrsg.): Platon: Sämtliche Dialoge, Bd. 1, Meiner, Hamburg 2004, ISBN 3-7873-1156-4 (Übersetzung mit Erläuterungen; für Laches: Nachdruck der 2., durchgesehenen Auflage, Leipzig 1922).